# 베이컨 수사와 번게이 수사

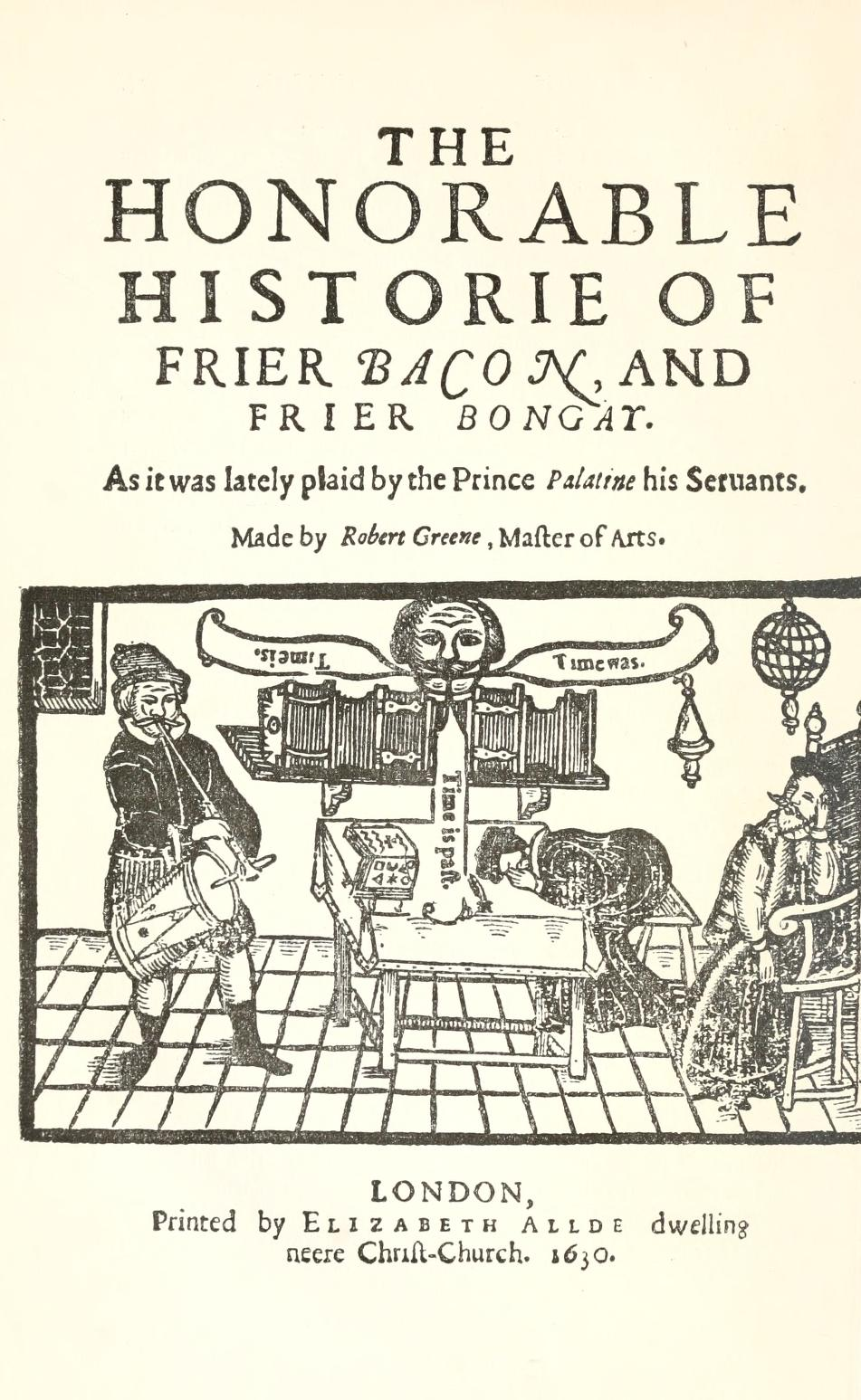
1630년 타이틀 페이지

《베이컨 수사와 번게이 수사》(Friar Bacon and Friar Bungay)는 로버트 그린의 대표작이자 엘리자베스 시대의 희곡, 코미디이다. 서로 다른 플롯을 절묘하게 뒤섞는 데 능했던 그린의 장기가 십분 발휘된 작품으로, 앞을 내다보는 마법 거울과 시공간을 넘나드는 마법으로 최고의 현자라 칭송받는 수사 로저 베이컨이 평범한 인간으로 돌아가게 되는 과정을 그렸다. 여기에 에드워드 왕자, 레이시 백작, 시골처녀 마거릿 간의 삼각관계가 흥미진진하게 묘사된다.

## 개요
존 릴리의 영향으로 극작을 시작했으며 이후 윌리엄 셰익스피어 등 후배 극작가들에게 영향을 끼친 로버트 그린은 인물 창조와 서로 다른 플롯을 조화롭게 뒤섞는 구성에서 탁월한 재능을 보였다. ＜베이컨 수사와 번게이 수사＞는 그런 작가의 장점이 십분 발휘된 작품이다.
영국 역사상 잘 알려진 연금술사 로저 베이컨, 에드워드와 헨리 왕 등 실존 인물의 이름을 그대로 차용했지만, 전혀 다른 캐릭터로 재창조하고 역사와 무관한 이야기를 전개해 나간다. 마법과 주술에 능한 베이컨 수사는 자신의 능력을 활용해 청춘 남녀를 연인으로 이어 주는 데 성공한다. 하지만 또한 자신의 재능 때문에 무고하게 목숨을 잃은 사람들이 생겨나자 죄책감에 시달린다. 베이컨은 결국 마법과 주술을 멀리하기로 하고 최고의 현자에서 평범한 수사 베이컨으로 돌아간다.